# Mistrzostwa Arabskie w Zapasach w 1983
Mistrzostwa rozegrano 20 lipca 1983 roku w Casablance.

## Tabela medalowa
Gospodarz zawodów został zaznaczony kolorem.
|   | Państwo          |    |    |    | Razem: |
| - | ---------------- | -- | -- | -- | ------ |
| 1 | Irak             | 12 | 3  | 4  | 19     |
| 2 | Maroko           | 6  | 3  | 3  | 12     |
| 3 | Tunezja          | 2  | 10 | 3  | 15     |
| 4 | Algieria         | 0  | 3  | 7  | 10     |
| 5 | Liban            | 0  | 1  | 1  | 2      |
| 6 | Arabia Saudyjska | 0  | 0  | 1  | 1      |
| . | Palestyna        | 0  | 0  | 1  | 1      |
|   | razem:           | 20 | 20 | 20 | 60     |

## Wyniki mężczyźni

### styl klasyczny
| Waga    | Złoto:                | Srebro:             | Brąz:                 |
| 48 kg   | Abd al-Malik al-Awwad | Abdul-Hakeem Eshan  | Saeed Mubarek         |
| 52 kg   | Hazim Abdul Ridha     | Ahmed Abulwafa      | Basheer Al-Sheikh     |
| 57 kg   | Ali Laszkar           | Hameed Abdul-Kaream | Abdul-Kareenm Nulman  |
| 62 kg   | Ibrahim Luksajri      | Mohamed Sallaoui    | Habib Lakhal          |
| 68 kg   | Sa’id as-Sawakin      | Ahmed Saleh         | Rasheed Kisra         |
| 74 kg   | Abd al-Aziz at-Tahir  | Mounji Boucetta     | Mateef Shehab         |
| 82 kg   | Abdul-Kareem Sadig    | Ali Abdul-Lawi      | Abdelmajid Boufatit   |
| 90 kg   | Jabeur Dridi          | Badou Fatih         | Khalaf Hamdam         |
| 100 kg  | Khalifa Ben Nasseur   | Jamal Labbardi      | Mohammed Abdul-Kaream |
| +100 kg | Farhan Mohammed       | Ali Gharbi          | Hasan Biszara         |

### styl wolny
| Waga    | Złoto:                | Srebro:              | Brąz:                |
| 48 kg   | Abd al-Malik al-Awwad | Ali Tlili            | Majed Abdul-Sada     |
| 52 kg   | Lebnane Jouda         | Mansour Douissi      | Mohammed Quaribi     |
| 57 kg   | Marwan Suhail Aboud   | Abdelkader Bahloul   | Abdelhalim Hachaichi |
| 62 kg   | Ali Abdul-Razzak      | Khay Chawki          | Ahmed Gharbi         |
| 68 kg   | Ali Hussain Faris     | Saïd Admane          | Sa’id as-Sawakin     |
| 74 kg   | Mohammed Jabouri      | Mounji Boucetta      | Kereem Usama         |
| 82 kg   | Ibrahim Khalil Juma   | Zouhair Seghaier     | Abdelmajid Boufatit  |
| 90 kg   | Abdul Rahman Mohammed | Abdul-Rahman Rahouma | Aboussalama Bahafid  |
| 100 kg  | Salahuddin Saeed      | Habib Cheikh         | Achour Maghrebi      |
| +100 kg | Khalid Hamad          | Hasan Biszara        | Munji Al-Jamali      |